# المراتيح (المحفد)

تعديل مصدري - تعديل

المراتيح هي إحدى قرى عزلة المحفد بمديرية المحفد التابعة لمحافظة أبين، بلغ تعداد سكانها 24 نسمة حسب تعداد اليمن لعام 2004.